# Panicum wilcoxianum
Panicum wilcoxianum är en gräsart som beskrevs av George Vasey. Panicum wilcoxianum ingår i släktet vipphirser, och familjen gräs. Inga underarter finns listade i Catalogue of Life.